# Sosippus agalenoides
Sosippus agalenoides är en spindelart som beskrevs av Banks 1909. Sosippus agalenoides ingår i släktet Sosippus och familjen vargspindlar. Inga underarter finns listade i Catalogue of Life.